# Werner Perathoner
Werner Perathoner (Bressanone, 21 settembre 1967) è un ex sciatore alpino italiano.

## Biografia
Specialista delle prove veloci originario di Selva di Val Gardena e fratello di Ulrich, a sua volta sciatore alpino, in Coppa del Mondo Perathoner ottenne il primo podio, nonché primo risultato di rilievo, il 23 gennaio 1988 nella discesa libera di Leukerbad classificandosi al 3º posto. Esordì ai Campionati mondiali in occasione della rassegna iridata di Morioka 1993 (31º nella discesa libera) e ai Giochi olimpici invernali a Lillehammer 1994 (5º nel supergigante). Il 10 marzo 1995 a Kvitfjell vinse la sua prima gara di Coppa del Mondo, un supergigante; al termine della stagione risultò al 3º posto nella classifica finale di quella specialità.
Nel 1996, il 5 febbraio a Garmisch-Partenkirchen, colse il suo secondo e ultimo successo in Coppa del Mondo, sempre in supergigante; ai Mondiali della Sierra Nevada fu 7º nella discesa libera e 19º nel supergigante, mentre l'anno dopo, nella rassegna iridata di Sestriere (l'ultima cui prese parte), si classificò 13º nel supergigante. Ai XVIII Giochi olimpici invernali di Nagano 1998, sua ultima presenza olimpica, fu 16º nella discesa libera e 15º nel supergigante; il 7 marzo dello stesso anno salì per l'ultima volta sul podio in Coppa del Mondo, a Kvitfjell in discesa libera (2º). Si congedò dalle competizioni all'inizio della stagione 1999-2000 e la sua ultima gara fu la discesa libera di Coppa del Mondo disputata in Val Gardena il 18 dicembre 1999, che chiuse al 23º posto.

## Bilancio della carriera
Specialista delle prove veloci, contribuì a far emergere lo sci alpino italiano (tradizionalmente più competitivo nelle specialità tecniche) anche nelle gare di discesa libera e supergigante. La squadra italiana di velocità, soprannominata "Italjet", di cui egli fece parte, riuscì negli anni novanta a esprimersi agli alti livelli delle ben più quotate selezioni austriaca e svizzera.

## Palmarès

### Coppa del Mondo
- Miglior piazzamento in classifica generale: 15º nel 1995
- 11 podi:
  - 2 vittorie
  - 4 secondi posti
  - 5 terzi posti

#### Coppa del Mondo - vittorie
| Data            | Località               | Paese    | Specialità |
| --------------- | ---------------------- | -------- | ---------- |
| 10 marzo 1995   | Kvitfjell              | Norvegia | SG         |
| 5 febbraio 1996 | Garmisch-Partenkirchen | Germania | SG         |

Legenda:

SG = supergigante

### Campionati italiani
- 7 medaglie[3]:
  - 4 ori (supergigante nel 1993; supergigante nel 1994; supergigante nel 1995; supergigante nel 1996)
  - 2 argenti (combinata nel 1987; discesa libera nel 1995)
  - 1 bronzo (discesa libera nel 1987)